# Koanophyllon jugipaniculatum
Koanophyllon jugipaniculatum là một loài thực vật có hoa trong họ Cúc. Loài này được (Rusby) R.M.King & H.Rob. mô tả khoa học đầu tiên năm 1975.